# هتل ماندارین اورینتال
هتل ماندارین اورینتال (به انگلیسی: Mandarin Oriental) یک آسمان‌خراش در ایالات متحده آمریکا است که در منهتن واقع شده‌است.